# Света Бригита
Света Бригита (Упсала, Шведска, 1303. – Рим, 23. јул 1373.) је светица римокатоличке цркве, мистичарка, утемељитељица Откупитељског реда (бригитинског) часних сестара, најпознатија светица северних народа Европе, књижевница. Најпознатија је по Петнаест молитви св. Бригите те по Седам молитви свете Бригите. Заштитница је Европе, Шведске и удовица.

## Биографија
Бригита се родила као кћерка угледне шведске породице у Финстаду код Упсале. Са десет година слушала је једну проповед о муци Исусовој, која је на њу силно деловала и под њеним је утиском остала целога живота. Прву ноћ након те приповеди указао јој се распети Исус и позвао је на трајно разматрање своје муке. Она се томе позиву одазвала, поготово кад је годину дана касније изгубила драгу мајку. До своје удаје већ у 14. години, живела је кроз три године код своје тетке, одвојена од оца и своје породице, што јој је било веома тешко. У таквом стању све више се сједињавала с Христом, па је из тога упознала повезаност између греха и понижења у човеку с једне те помирења и милости у Христу с друге стране.
Удавши се по очевој вољи веома млада за Улфа Гудмарсона, родила му је осморо деце, поставши узорна супруга и мајка. Имала је срећу да је и њен муж био добар човек, по нарави благ и богобојажљив. 
Бригита је била срце и душа бројне породице, велике куће с бројном служинчади те богатог имања. На све је стигла, за све се бринула, али је нашла времена и за молитву и омиљело разматрање Христове муке. Вршила и многа дела милосрђа за сиромашне, болесне, патнике, пале девојке.
Након мужевљеве смрти Бригита је све више улазила у јавни живот Цркве и Европе свога времена. Више пута је међу посвађеним краљевима извршила миротоворну посредничку улогу, заузимала се за повратак папа из Авињона у Рим, за побољшање живота бискупа и свештеника. Дошавши у Рим, онде је годинама становала у једној кући на Пијаца Фарнеси. Тада се много бринула за ходочаснике што су долазили у Рим с европског севера. Бринула се не само за њихов смештај, већ још више да им свештеници у њихову језику пружају верске услуге, особито приповедањем и исповедањем.
Светица се трајно бавила мишљу о оснивању Откупитељског реда. Потицај за то долазио јој је од самога Бога. Ту ће замисао остварити њена кћерка Катарина те уз одобрење папе Урбана V у Вадстени основати славни самостан од два дела: за мушкарце и за жене.
Године 1372. Бригита је пошла на ходочашће у Свету земљу. Стигла је пред Јафу где се брод насукао, али се ниједном путнику није ништа догодило. У Јерусалим је приспела 13. маја. Онде се настанила у фрањевачком свратишту за ходочаснике. У Исусовој је домовини остала четири и по месеца. Имала је у програму посетити места Исусовог рођења, крштења, муке и смрти. Налазећи се у базилици Светога гроба и молећи се, видела је у духу целу Исусову муку. Посетила је и Витлејем, место Исусовог рођења. Кад је била у близини Гетсиманије на гробу Мајке Божје, примила је обавештења о Маријину животу и њеном славном узнесењу на небо. Друге мање објаве примила је у дворани Последње вечере, на Маслинској гори и на Јордану.
У Светој земљи као мајка доживела је велику радост и утеху јер су фрањевци самостана на брду Сиону њеног сина Биргера посветили за витеза Светога гроба.
Уз Светог Фрању Асишкога Света Бригита се убраја међу најгласовитије средњовековне ходочаснике Свете земље. Та је светица у католичком свету постала славна још и по својим списима који су сакупљени у један свитак и носе наслов Објаве.
Објаве св. Бригите стручњаци сматрају правим књижевним и мистичним ремек-делом. Писано је латинским језиком. 
Слави се 23. јула.